# Empoasca hecta
Empoasca hecta är en insektsart som beskrevs av Davidson och Delong 1939. Empoasca hecta ingår i släktet Empoasca och familjen dvärgstritar.
Artens utbredningsområde är Texas. Inga underarter finns listade i Catalogue of Life.